# Mayaguez-episoden
Mayaguez-episoden (12.-15. maj 1975) var den sidste officielle kamphandling under USA's engagement i vietnamkrigen. Besætningen på det amerikanske containerskib SS Mayaguez blev tilbageholdt af De Røde Khmerer. Amerikanske efterretninger tydede på at besætningen var ført til øen Koh Tang, og 15. maj landede amerikanske marinesoldater på øen med helikopter for at befri dem. Fangerne var dog ført fra skibet til havnen Kampong Som, og var blevet løsladt allerede inden angrebet. Under angrebet på øen mistede marinesoldaterne flere helikoptere og i alt 38 mand, havde 41 sårede og 3 savnede.
10°18′07″N 103°08′03″Ø / 10.301944444444°N 103.13416666667°Ø